# فاطمه فهری

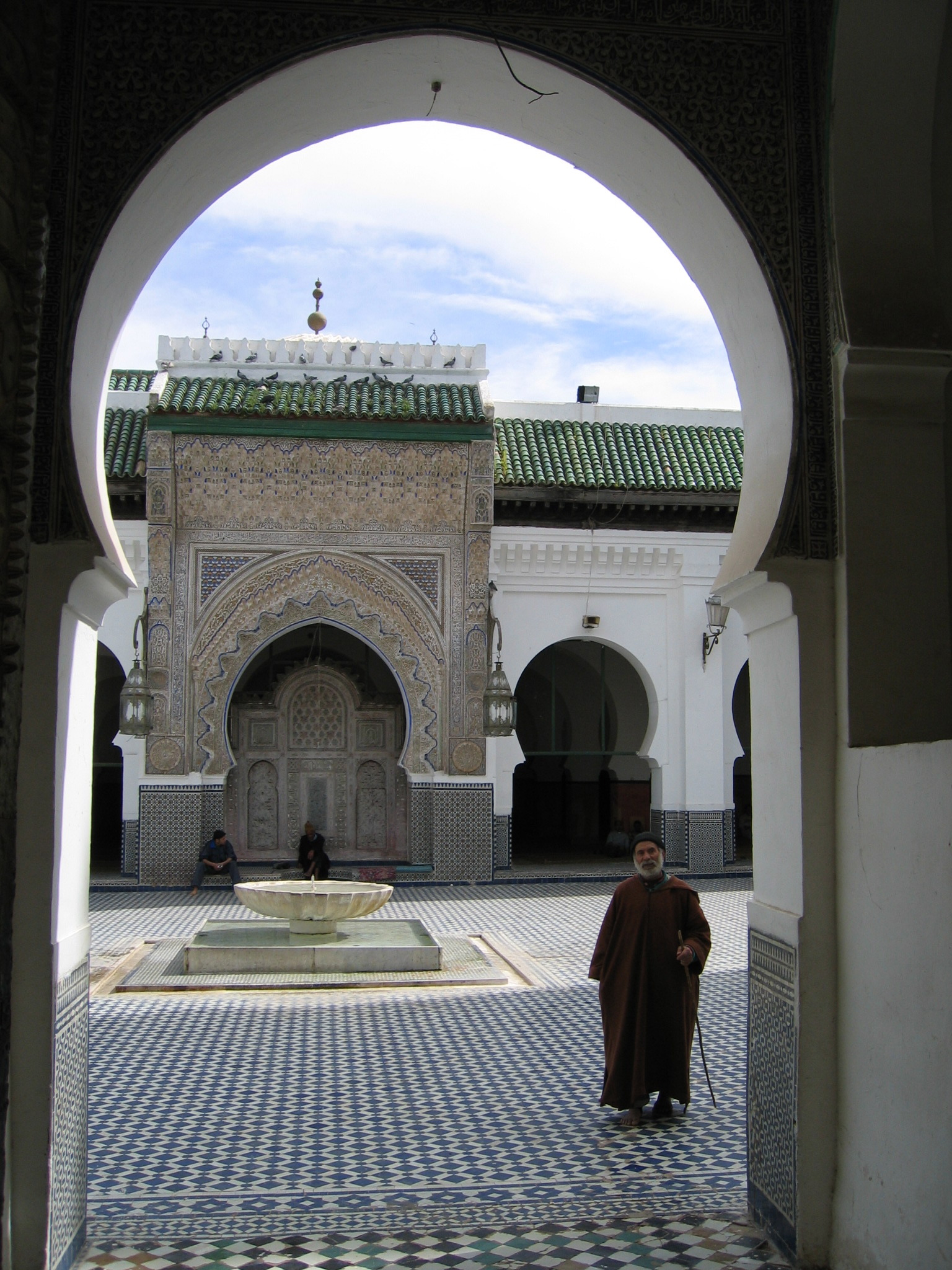

فاطمة محمد فهری (به عربی: فاطمة بنت محمد الفهري) مشهور به ام‌البنینه (مادر بچه‌ها) زنی عرب مسلمان در قرن سوم هجری (حوالی ۲۶۵ هجری قمری) بود . وی به عنوان بنیانگذار اولین موسسه آکادمیک مدرن که مدرک تحصیلات عالیه ارائه می‌داد، شناخته می‌شود. این موسسه امروز با عنوان دانشگاه قرویین در شهر فاس مراکش پابرجاست.

## زندگی‌نامه
فاطمه فهری فرزند محمد فهری بازرگان ثروتمند خانواده فهرید بود. خانواده فهری در اوایل سدهٔ ۹ میلادی به همراه گروهی دیگر از شهر قیروان در تونس امروزی به مراکش امروزی مهاجرت کردند. او خواهری به نام مریم داشت.
بعد از اینکه فاطمه و مریم ثروت پدر مرحومشان را به ارث بردند، تصمیم گرفتند مساجد و موسسات آموزشی مانند القیروان را به عنوان وقف یا صدقه برای پدرشان احداث کنند. در سال ۲۴۴ (قمری)، وی اولین موسسه آکادمیک که مدرک تحصیلات عالیه اعطا می‌کرد را بنیان گذاشت که هنوز با عنوان دانشکاه قرویین در شهر فاس مراکش امروزی مورد استفاده قرار می‌گیرد. گفته می‌شود مریم خواهر فاطمه مسئول ساخت مسجد آندلسی‌ها در فس بود.